# Brad Anderson (fumettista)
Brad Anderson (Jamestown, 14 maggio 1924 – 30 agosto 2015) è stato un fumettista statunitense, creatore della striscia a fumetti Sansone, che realizzò dal 1954 fino alla morte.

## Biografia
Nato a Jamestown, nello stato di New York, si laureò alla Syracuse University nel 1951. Dopo aver brevemente lavorato  per un'agenzia pubblicitaria, si dedicò a tempo pieno a creare strisce a fumetti per riviste.
Nel 1954 creò Sansone (Marmaduke nella versione originale), striscia incentrata sulla famiglia Winslow e il loro cane alano, che ebbe un enorme successo, ricevendo anche una trasposizione cinematografica nel 2010. Le vignette comparvero su 500 giornali, tra cui Topolino. Nel 1978 ricevette un prestigioso premio per la creazione del fumetto. Nel 2003 venne affiancato dal figlio Paul. Anderson continuò a disegnare la serie fino alla sua morte, avvenuta nel 2015, venendo poi sostituito dal figlio.